# مايكل بوزينا
مايكل بوزينا (التشيكي: Michal Březina ؛ من مواليد 30 مارس 1990) لاعب تزلج على الجليد تشيكي حاصل على الميدالية البرونزية الأوروبية لعام 2013 ، وبطل سكيت أمريكا لعام 2011 ، والميدالية الفضية للناشئين في العالم لعام 2009 ، والبطل التشيكي أربع مرات. وهو أيضًا الفائز في سلسلة تحديات 2014-15. مثلت ميشال جمهورية التشيك في دورة الألعاب الأولمبية الشتوية 2010 و 2014 و 2018.